# Modruš

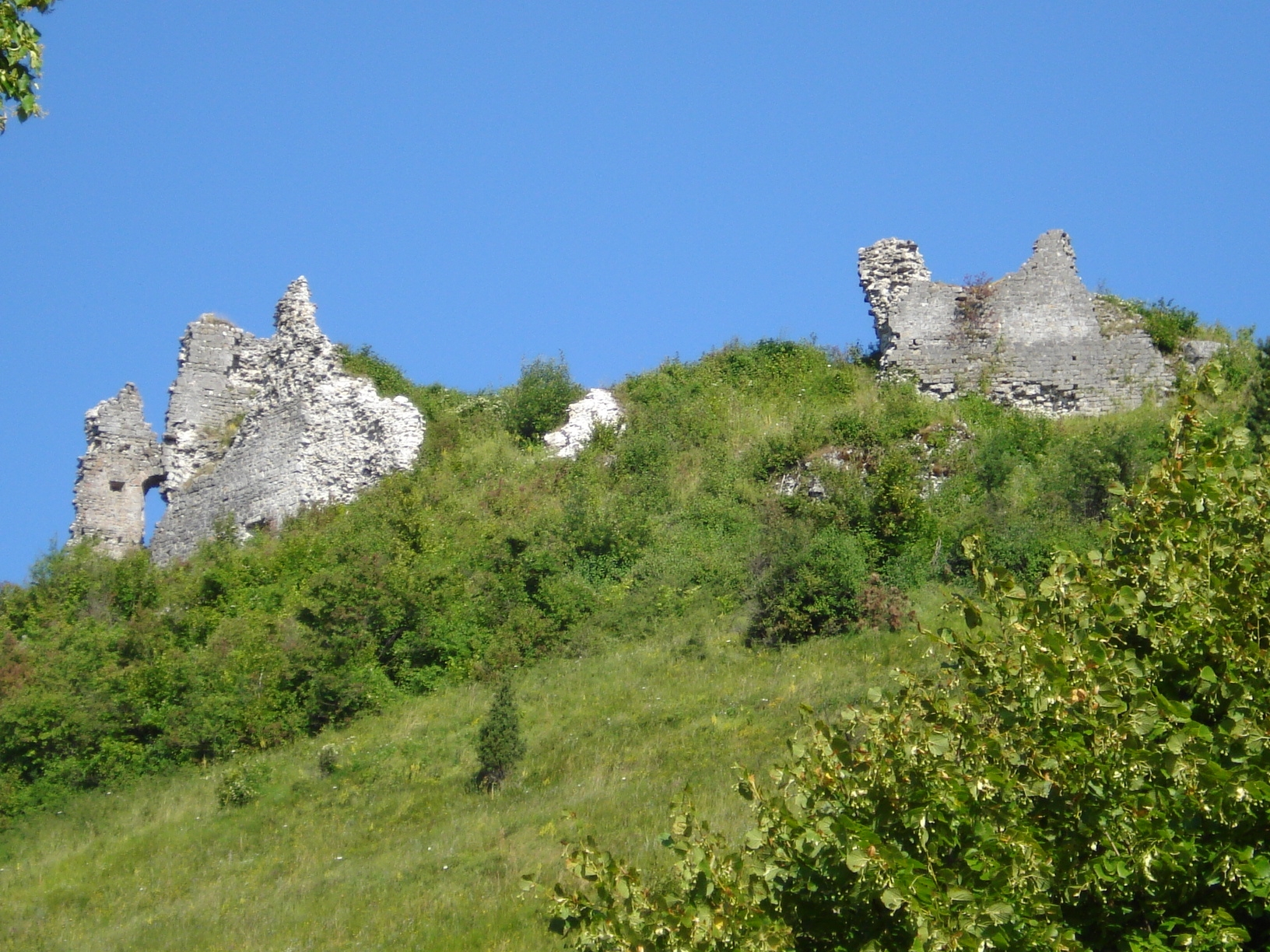
Zřícenina hradu Tržan v Modruši

Modruš (maďarsky Modrus, italsky Modrussa, srbsky Модруш) je vesnice v Chorvatsku v Karlovacké župě, spadající pod opčinu Josipdol. Nachází se asi 8 km jihozápadně od Josipdolu. V roce 2011 zde žilo 169 obyvatel.
Po Modruši byla v době Uherského království pojmenována Modrušsko-rijecká župa, v níž se nacházela, s centrem ve městě Ogulin.
Modruší prochází silnice D23, blízko též probíhá dálnice A1, přičemž Modruš se nachází severně od známého dálničního tunelu Mala Kapela. Sousedními vesnicemi jsou Jezerane a Munjava.